# Lagazuoi
Der Lagazuoi ist ein zweigipfliger Berg in der Fanesgruppe der Dolomiten. Der Große Lagazuoi ist 2835 m s.l.m. hoch, der Kleine Lagazuoi 2778 m. Letzterer ist durch eine Seilbahn erschlossen; etwas westlich steht das Rifugio Lagazuoi. Der Gebirgsstock ist weithin bekannt für seine Stollen aus dem Ersten Weltkrieg.

## Lage
Die beiden Gipfel liegen in der italienischen Provinz Belluno (Region Venetien) wenige Hundert Meter südlich der Südtiroler Grenze. Der Große Lagazuoi, bestehend aus einem Nord- (2804 m) und einem Südgipfel (2835 m), schließt im Süden an die Fanisspitzen (2989 m) an und ist durch die Forcella Lagazuoi (2572 m) vom niedrigeren, aber prominenteren Kleinen Lagazuoi getrennt. Dieser liegt leicht exponiert südwestlich von Fanisspitzen und Tofane. Nach Süden hin fällt der Berg steil ab, die Nordseite ist flach und besitzt Hochflächen-Charakter. 
Wichtigster Ausgangspunkt für Besteigungen ist der Falzaregopass, den man sowohl von Cortina d’Ampezzo als auch vom Abteital und von Buchenstein aus erreichen kann.

## Geschichte
Im Ersten Weltkrieg fanden rund um den Lagazuoi schwere Kämpfe statt, lag er doch genau an der Front, an der sich österreichische (k.u.k. Kaiserjäger) und italienische Soldaten einen besonders erbarmungslosen Stellungskrieg lieferten.
Um feindlichem Artilleriebeschuss zu entgehen, begannen beide Seiten Stollensysteme anzulegen und verlagerten somit sowohl Stellungen als auch Versorgungsräumlichkeiten in das Berginnere. Im Oktober gelang es italienischen Truppen unter Major Martini das nach ihm benannte Felsband am Lagazuoi zu besetzen. Vor dort konnten sie die Vonbank-Stellungen der Österreicher am Valparola Pass gut einsehen und unter Beschuss nehmen. Daraufhin versuchten die Österreicher durch vier gewaltige Minensprengungen zwischen 1915 und 1917 die Italiener wieder vom Martini-Felsband zu vertreiben. Die gewaltigen hellen Schuttkegel am Fuß des Kleinen Lagazuoi zeugen noch heute von diesen Minensprengungen. Die Vonbank-Stellungen sind das am Fuße und den Hängen des Lagazuoi gegrabene Schützengrabensystem, das bis zum Valporalapaß reicht. Die Reste dieser Stellungen sind am Fuße des Lagazuoi links neben der Seilbahn noch deutlich sichtbar.
Die Kämpfe in den Bergen forderten einen hohen Blutzoll, allerdings sind damals zwei Drittel der Soldaten nicht durch Kriegshandlungen umgekommen, sondern durch Lawinen, Steinschlag und Erfrierungen. Durch die besonderen Umweltbedingungen – im Winter lagen dort bis zu 10 m Schnee – und den daraus folgenden körperlichen Anstrengungen sind auch viele Soldaten an Erschöpfung und heute eher als banal eingestuften Erkrankungen gestorben.

## Tourismus
Der Lagazuoi ist auch wegen seines hervorragenden Rundblicks sehr beliebt. Im Norden zeigen sich die Gipfel der Fanesgruppe, allen voran die Fanisspitzen, im Osten alle drei Gipfel der Tofana, die Sorapiss-Gruppe und der Antelao, im Süden die Cinque Torri, Monte Pelmo, Civetta und Marmolata, und im Westen der Sellastock und die Puezgruppe.

### Seilbahn
Die Lagazuoi-Seilbahn, eine 2-Kabinen-Pendelbahn, fährt vom Passo di Falzarego (2105 m s.l.m.) bis knapp unter den Gipfel des Lagazuoi und überwindet dabei 641 Höhenmeter. Diese ermöglicht einen bequemen Aufstieg. Direkt neben der Bergstation liegt das Rifugio Lagazuoi mit Panoramaterrasse, zehn Minuten sind es zum Lagazuoi-Gipfel auf einem gut und breit ausgebauten Wanderweg.

### Wandern

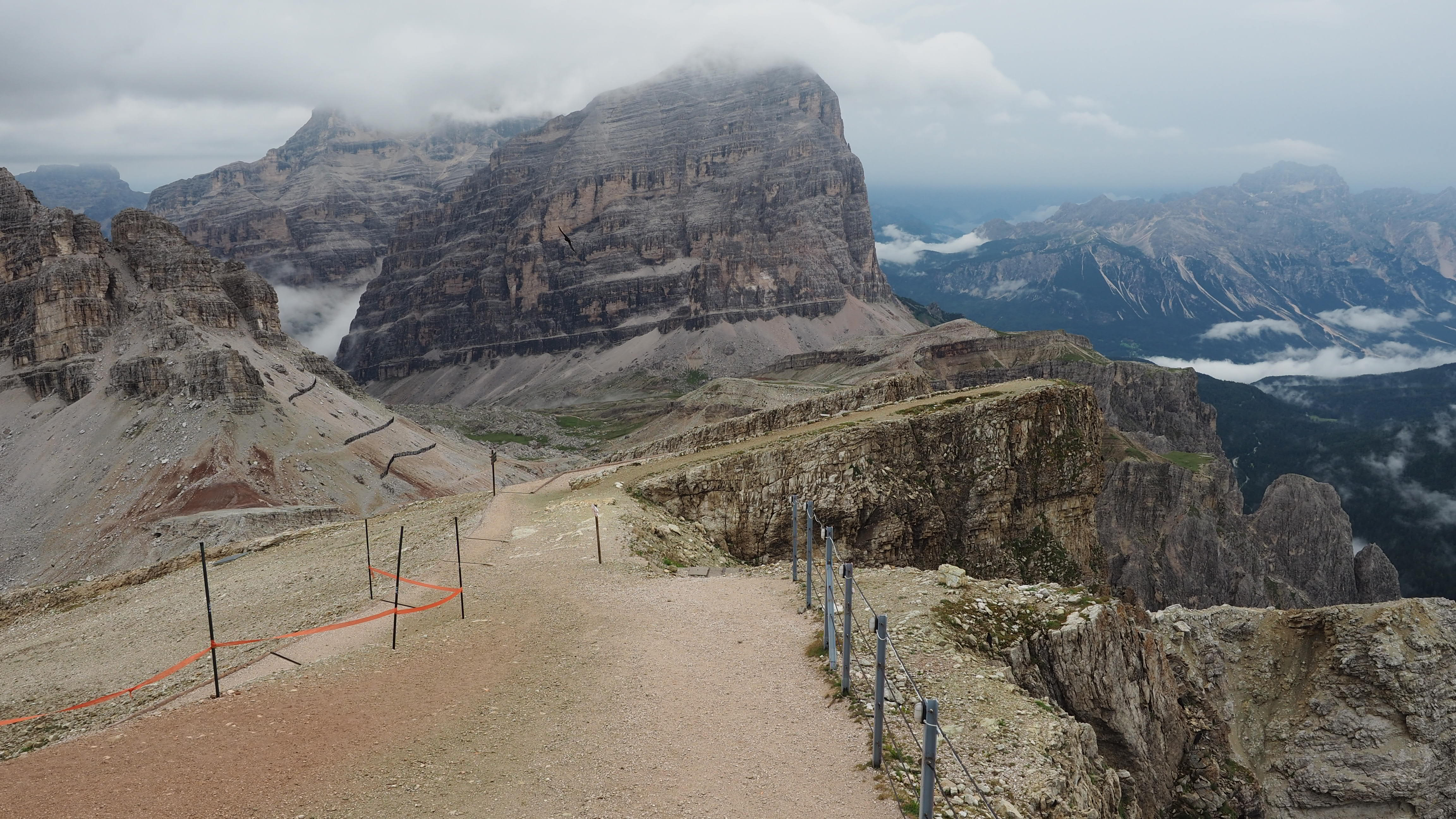
Gipfelweg von der Seilbahn

Im Sommer ist der Lagazuoi vor allem bei Wanderern beliebt. Vom Falzarego-Pass führen mehrere Wege auf den Gipfel. Der einfachste Weg führt über die Skipiste und wird (nach Auffahrt mit der Seilbahn) oft im Abstieg begangen. Über diesen Weg benötigt man etwa zweieinhalb Stunden auf den Gipfel. Für Abenteuerlustige bietet der Stollen Abwechslung zum Normalweg. Die zwei gewundenen Stollen, in denen sich teilweise Kriegsexponate befinden, sollten allerdings nur mit entsprechender Ausrüstung (Stirn- bzw. Taschenlampe, Helm) begangen werden. Am Ende des Stollens führt ein Grat zur Seilbahn-Bergstation, dessen Begehung Schwindelfreiheit erfordert.

### Skilaufen
Im Winter wird der Lagazuoi gern von Skisportlern besucht. Von Alta Badia und von Cortina fahren in regelmäßigen Abständen Skibusse zum Falzarego-Pass.
Nach Auffahrt mit der Seilbahn bieten sich zwei Abfahrten an: Die eine (schwarz) führt von der Bergstation durch eine Scharte wieder zum Pass (von hier auch Einstieg ins Skigebiet von Cortina möglich), die andere führt über die Rück-(Nord-)seite vorbei am Rifugio Scotoni zum Cap Alpina, von wo aus man per Pferdeschlitten nach Alta Badia (zurück-)pendeln kann.

## Alpinismus
Der Lagazuoi ist bei Wanderern und Kletterern beliebt, das liegt zum einen daran, dass er schöne Wege und Touren bietet, aber auch leicht zugänglich ist. Die Anstiege bis zum Einstieg sind in der Regel kurz, es sind nur kleine Höhenunterschiede zu überwinden und der Abstieg kann über die Seilbahn erfolgen. Dies gilt vor allem für den Kleinen Lagazuoi und den Dente Filipponi.

### Klettersteig „Kaiserjägersteig“

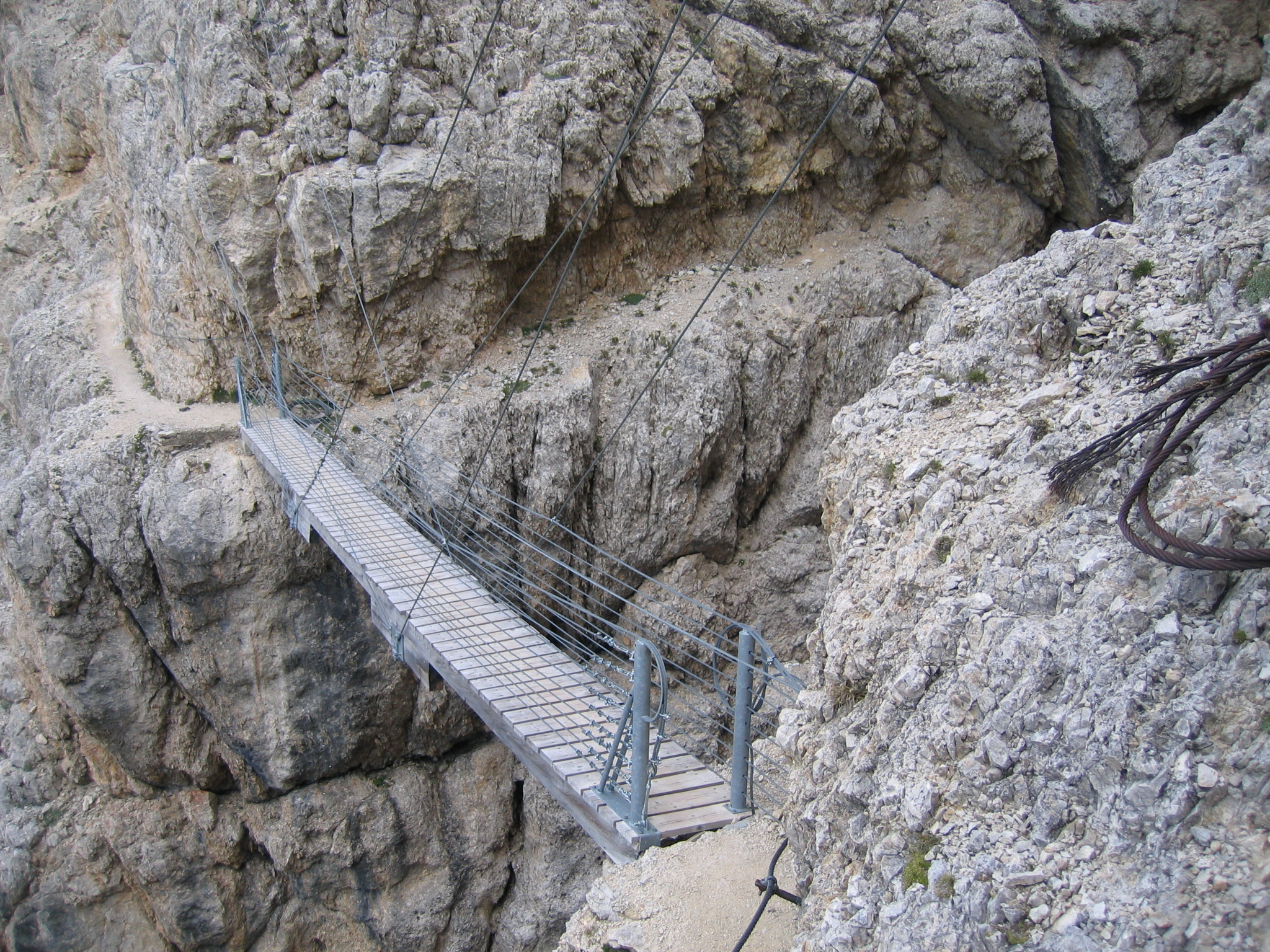
Hängebrücke am Kaiserjägersteig

Der Kaiserjägersteig ist ein leichter Klettersteig, der zumeist auf festen und alpinen Wegen verläuft und einige ausgesetzte Stellen aufweist, die aber gesichert sind. Er ist 3 km lang und überwindet etwa 700 Höhenmeter. Teil des Steigs ist auch eine Hängebrücke, die am Standort der alten Brücke nachgebaut wurde. Der Steig folgt einen alten Weg der Kaiserjäger der k.u.k. Armee, die hier im Ersten Weltkrieg stationiert waren. Am Steig und in kurzen Abzweigungen wird die Situation der Soldaten dargestellt, es wurden eine Küche und ein Schlafsaal wieder hergestellt und mit Originalobjekten ausgestattet. Zweieinhalb Jahre lang haben die Kaiserjäger über diesen Steig die Truppe am Berg mit Nahrung, Kleidung und Munition versorgt.

### Klettertouren
Die langgezogene, zerrissene Wand des Lagazuoi weist eine Reihe von Klettertouren in unterschiedlichen Schwierigkeitsgraden auf, es gibt etliche Genussklettereien, aber auch solche mit hohen Schwierigkeitsgraden. Fast alle Touren weisen eine gute Felsqualität auf. Durch die einfache Erreichbarkeit, die kurzen Zustiege und die Felsqualität haben sich etliche der Touren zu beliebten Klettereien entwickelt. Daher kann an schönen Sommertagen der Andrang recht groß sein. Die meisten dieser Touren wurden zwischen 1997 und 2005 erstbegangen, einige der älteren Touren wie die „Buco“ oder die „Alpini Route“ wurden bereits im Ersten Weltkrieg angelegt. Der Abstieg von diesen Klettertouren erfolgt meist über den Kaiserjägersteig.

## Bilder

Lagazuoi
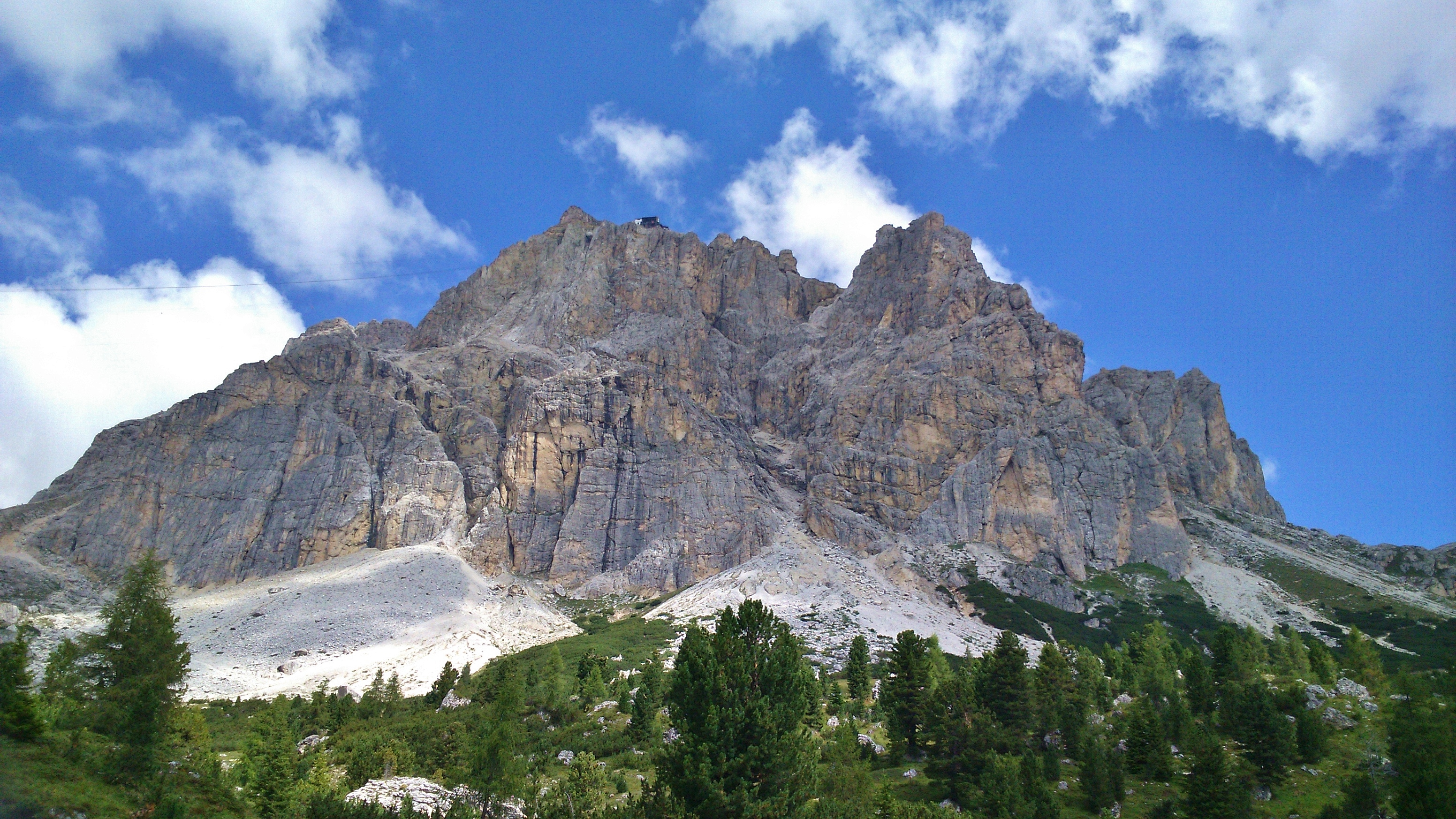
Blick vom Falzaregopass zur Bergstation der Seilbahn
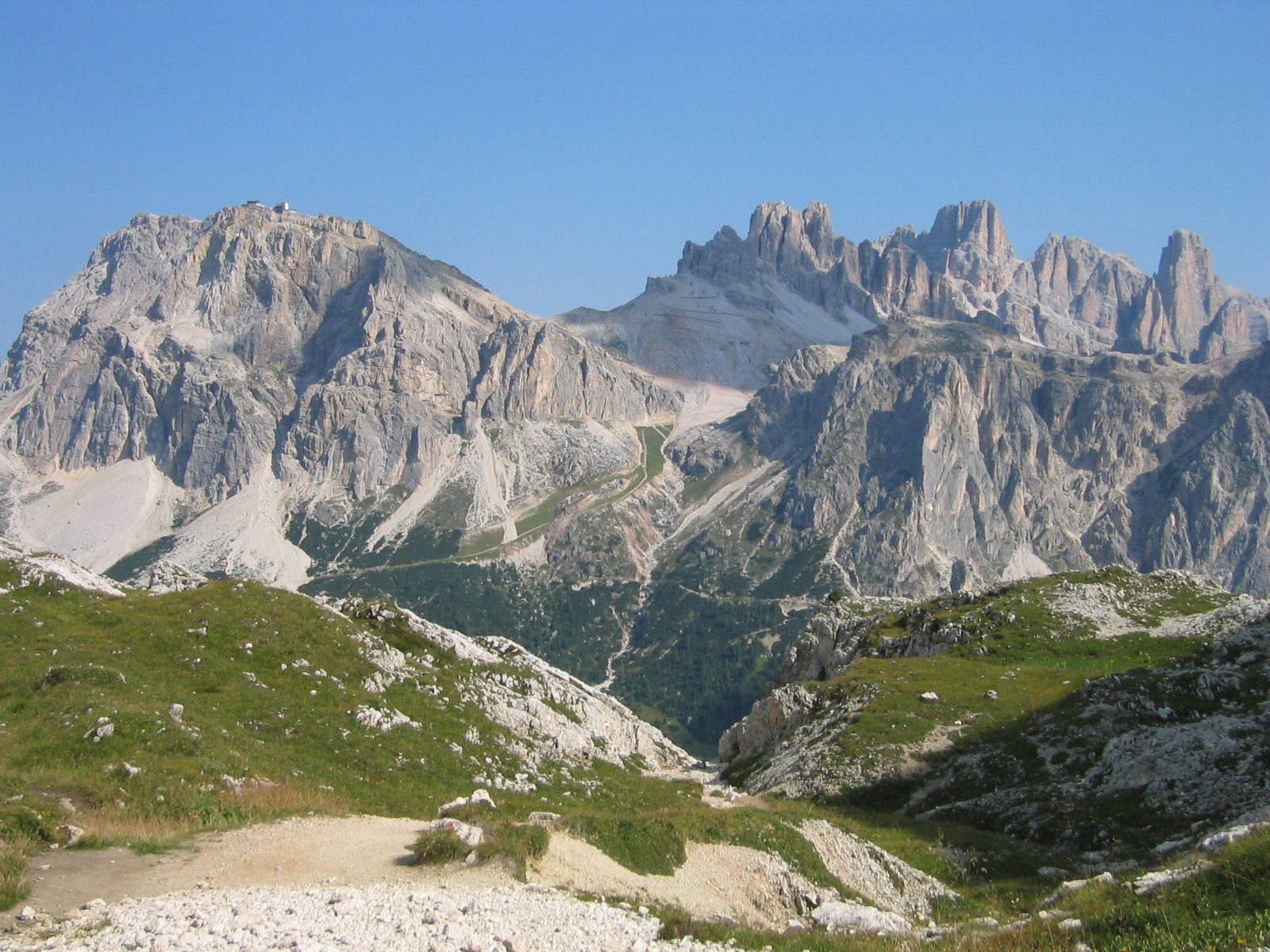
Lagazuoi (rechts) mit Fanisspitzen (links)
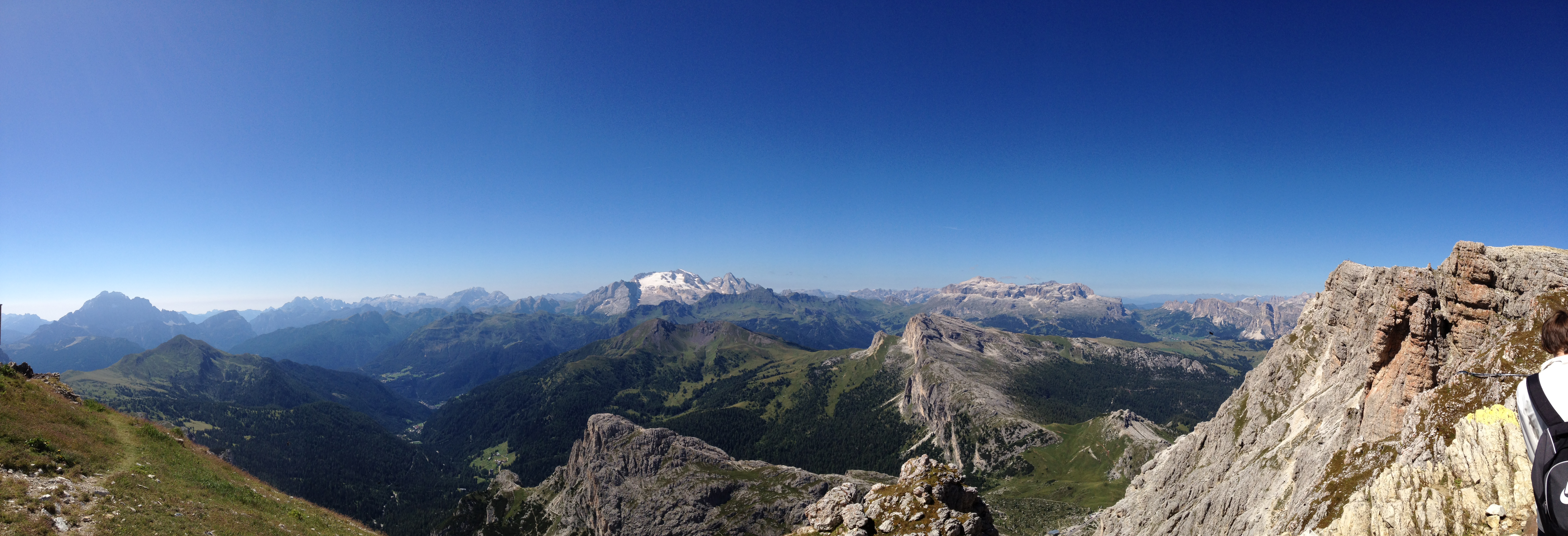
Blick vom Gipfel des Kleinen Lagazuoi
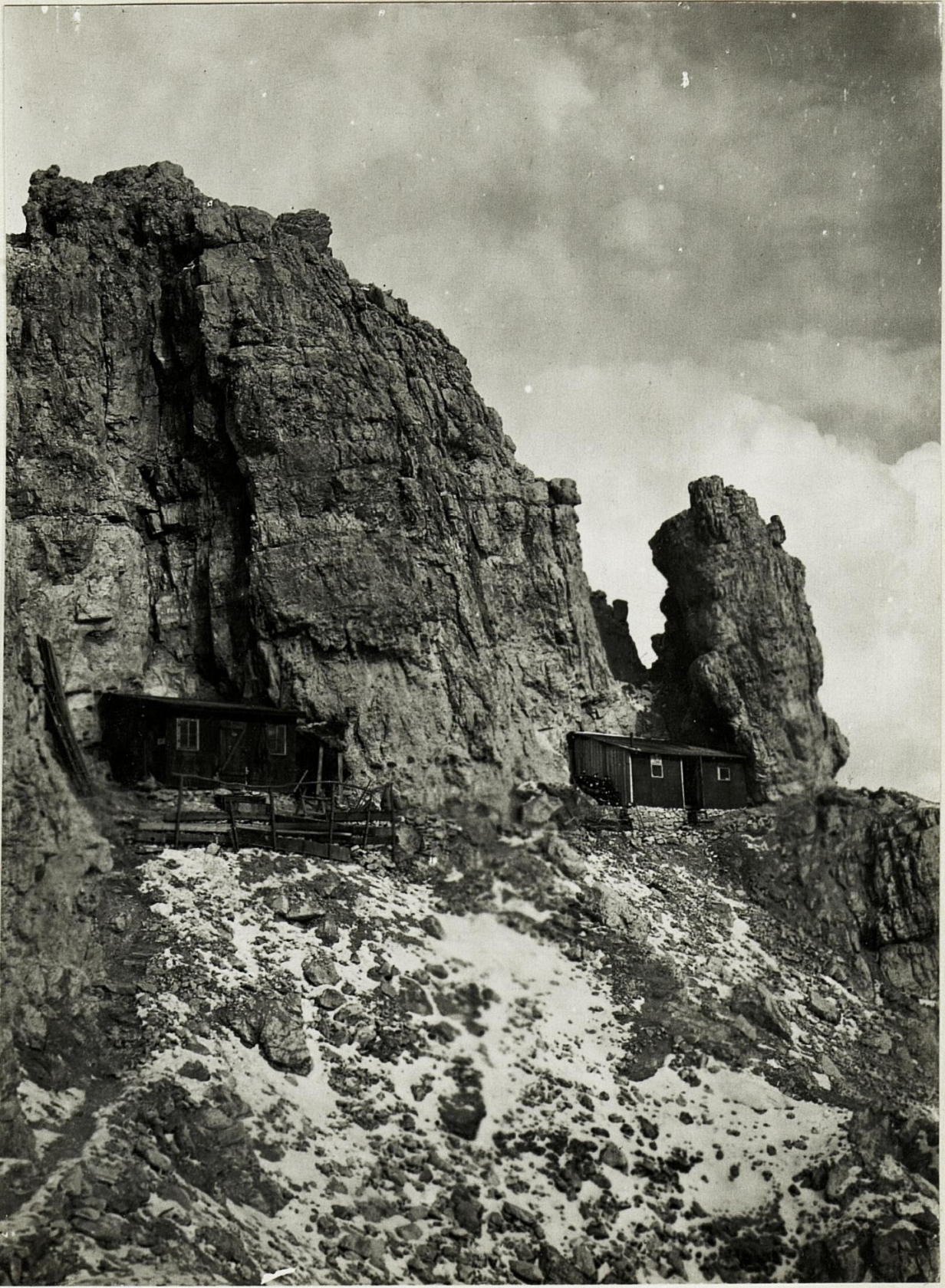
Großer Lagzuoi, Baracke der Artilleriebeobachter, Juni 1917
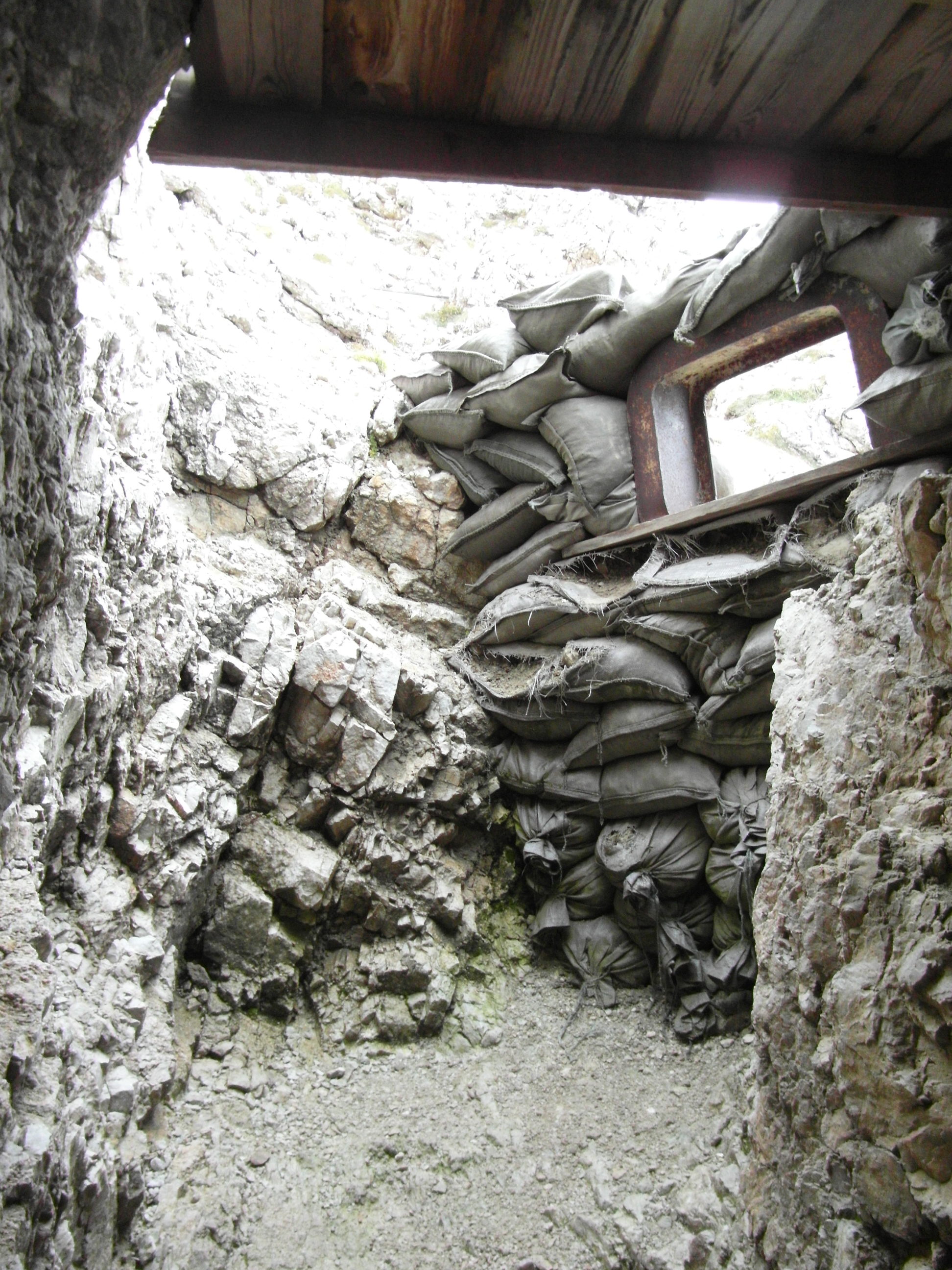
Artilleriebeobachter, Baracke von innen
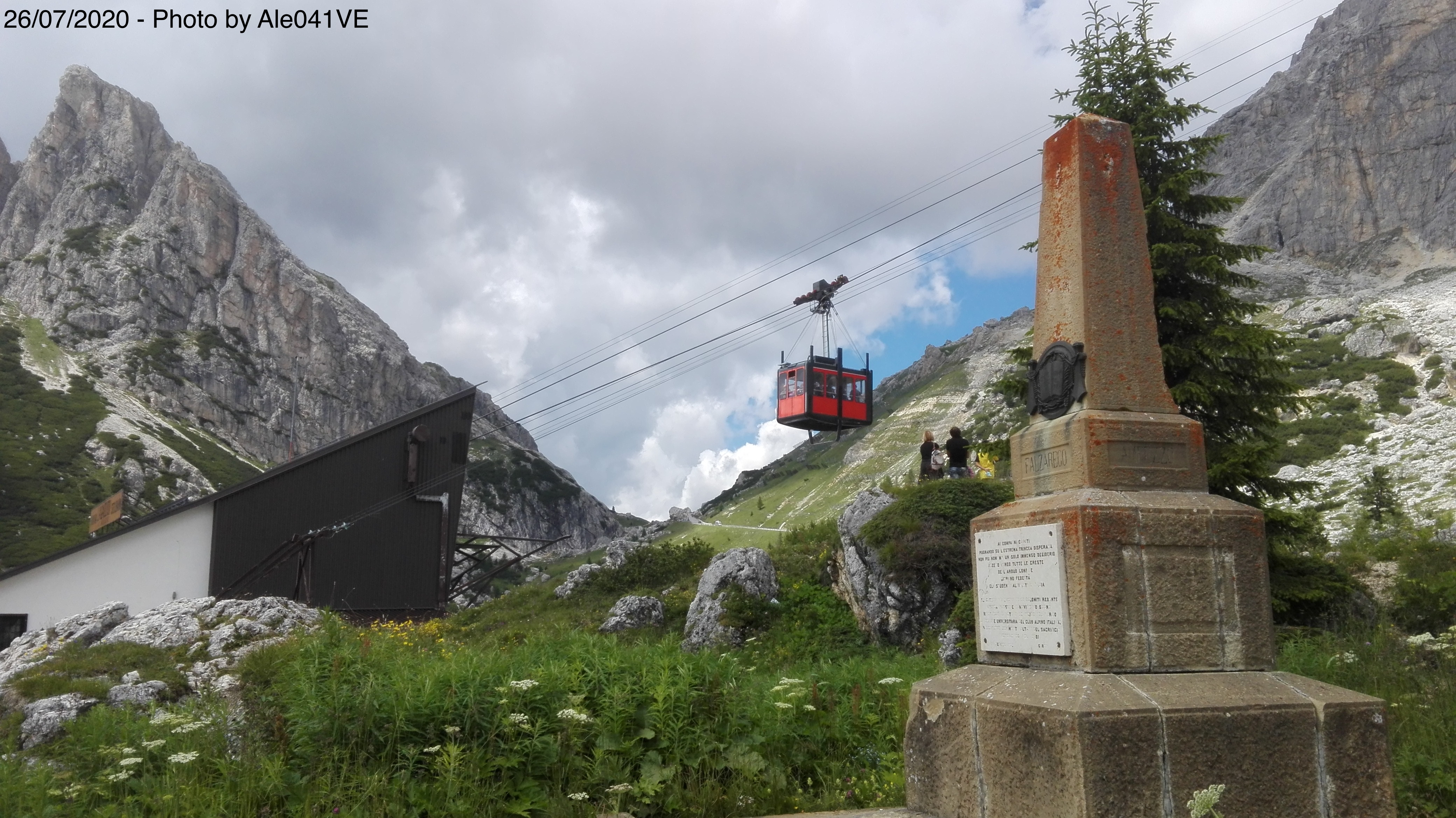
Seilbahn mit Denkmal
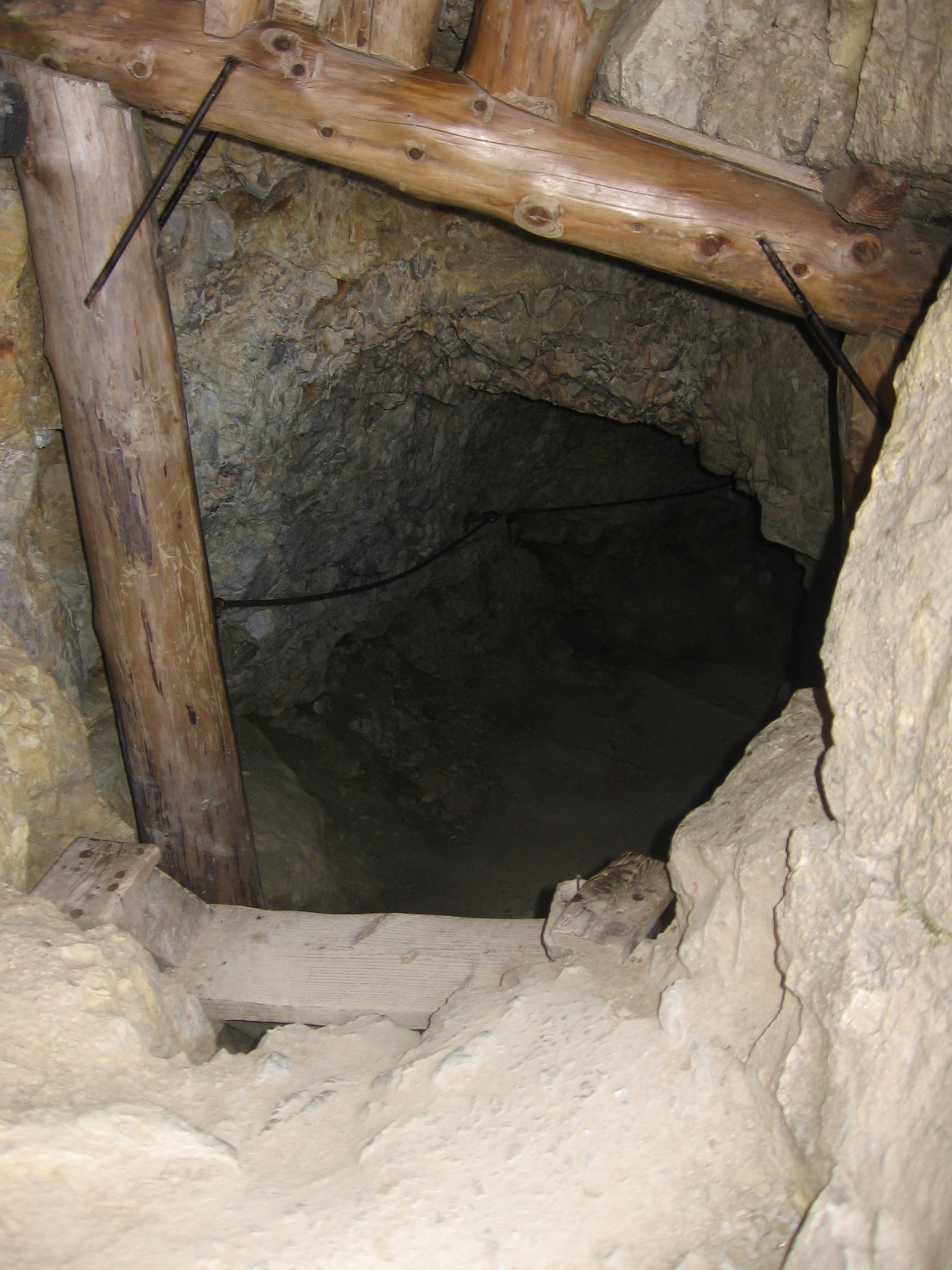
Italienischer Kriegsstollen
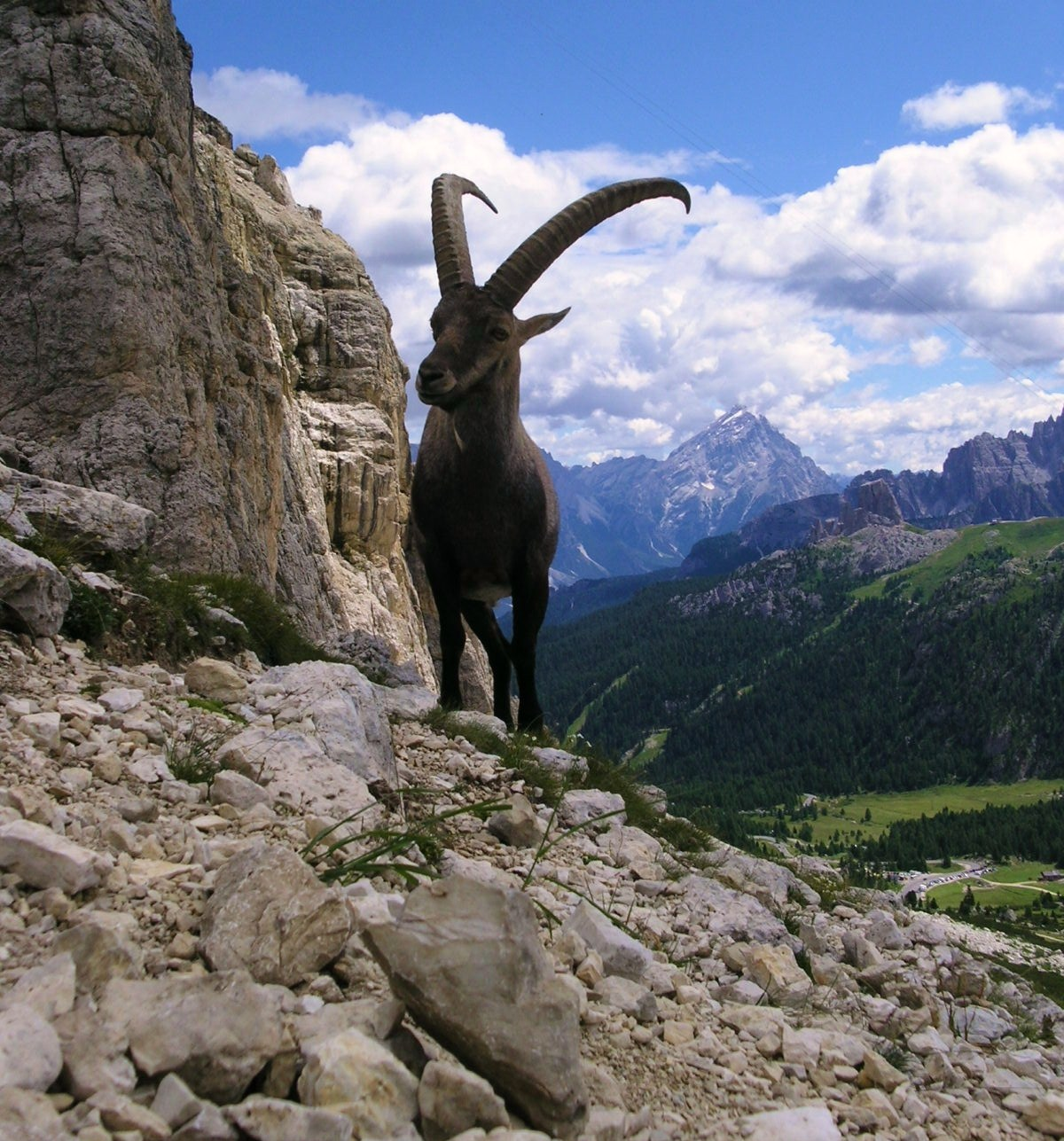
Steinbock am Fuß der Südwand